# Hippodrome de Kempton Park
 (avril 2025).
Si vous disposez d'ouvrages ou d'articles de référence ou si vous connaissez des sites web de qualité traitant du thème abordé ici, merci de compléter l'article en donnant les références utiles à sa vérifiabilité et en les liant à la section « Notes et références ».
L'hippodrome de Kempton Park est situé à Sunbury-on-Thames, Surrey, en Angleterre. Son entrée borde la gare de Kempton Park.